# آن ماري فورست
آن ماري فورست (بالإنجليزية: Anne Marie Forrest)‏ (1967)؛ كاتِبة وروائية أيرلندية.